# Grotte de La Verna
Pour les articles homonymes, voir Verna.
La grotte de La Verna, ou plus précisément salle de La Verna, est une cavité naturelle aménagée pour le tourisme, située dans la commune française de Sainte-Engrâce, dans le département des Pyrénées-Atlantiques, en région Nouvelle-Aquitaine. Un tunnel artificiel d’une longueur de 660 mètres donne accès à cette salle souterraine qui fait partie du réseau karstique de la Pierre-Saint-Martin.
C'est la plus grande salle souterraine aménagée pour être visitée, dans le monde.
Elle est découverte le 13 août 1953 par les spéléologues Jimmy Théodor, Georges Lépineux, Daniel Epelly, Michel Letrône et Georges Ballandraux.

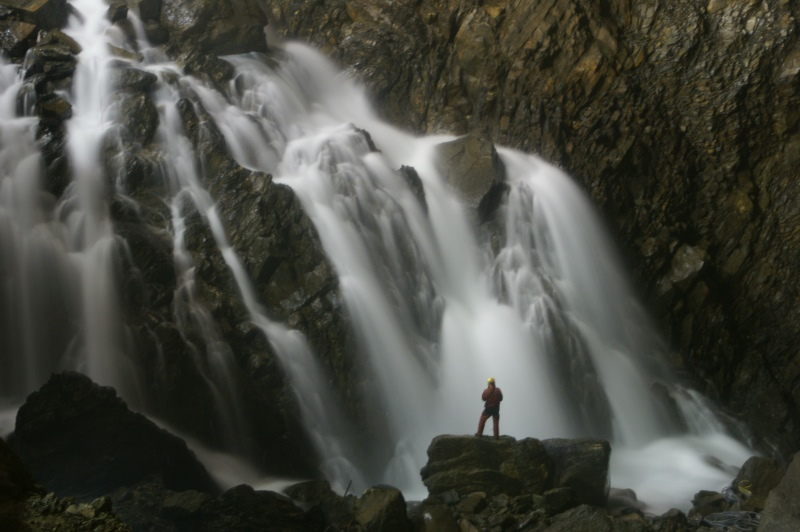
Cascade dans la salle de La Verna.

En 2003, une montgolfière avec à bord quatre personnes, réalise un vol spectaculaire dans la salle de La Verna.

## Toponymie
Le nom de la salle vient des scouts lyonnais du « Clan de La Verna », qui ont aidé les tentatives de secourir Marcel Loubens, mort de ses blessures à la suite d'une chute dans le Gouffre Lépineux, en 1952. Daniel et Pierre Epelly, Michel Letrône, Milou et Georges Ballandraux étaient membres du « Clan de La Verna ».

## Dimensions
La salle de La Verna a un diamètre de 245 mètres, une hauteur de 194 mètres, une surface de quatre hectares et demie et un volume de 3,6 millions de mètres cubes. À l’est, à mi-hauteur, une rivière souterraine entre dans la salle.

## Géologie
L’eau a creusé le réseau de la Pierre-Saint-Martin dans les calcaires du Crétacé par dissolution des carbonates. Les écoulements souterrains se concentrent au niveau du socle, constitué principalement des schistes paléozoïques insolubles. La salle de la Verna se trouve à l’endroit où la rivière Saint-Vincent rencontre le calcaire d'âge dévonien, dans le socle.
Sa genèse fait appel à un processus d'affouillement-soutirage mis en évidence par le géologue espagnol Juan San Martin en 1961 puis par le karstologue Eric Gilli en 1985. La rivière a abandonné son cheminement original par la galerie Aranzadi — aujourd’hui à sec et suspendue au-dessus du vide de la salle — pour aller s’infiltrer dans les calcaires dévoniens. La salle a commencé à se former par soutirage et effondrement il y a 200 000 ans environ. La discordance hercynienne est bien visible dans la salle.
La zone d’infiltration correspond à un karst de montagne dont l'altitude moyenne est de 2 000 mètres environ. L’eau ressort 1 500 mètres plus bas, par de grandes résurgences dans le vallon de Sainte-Engrâce.

## Faune

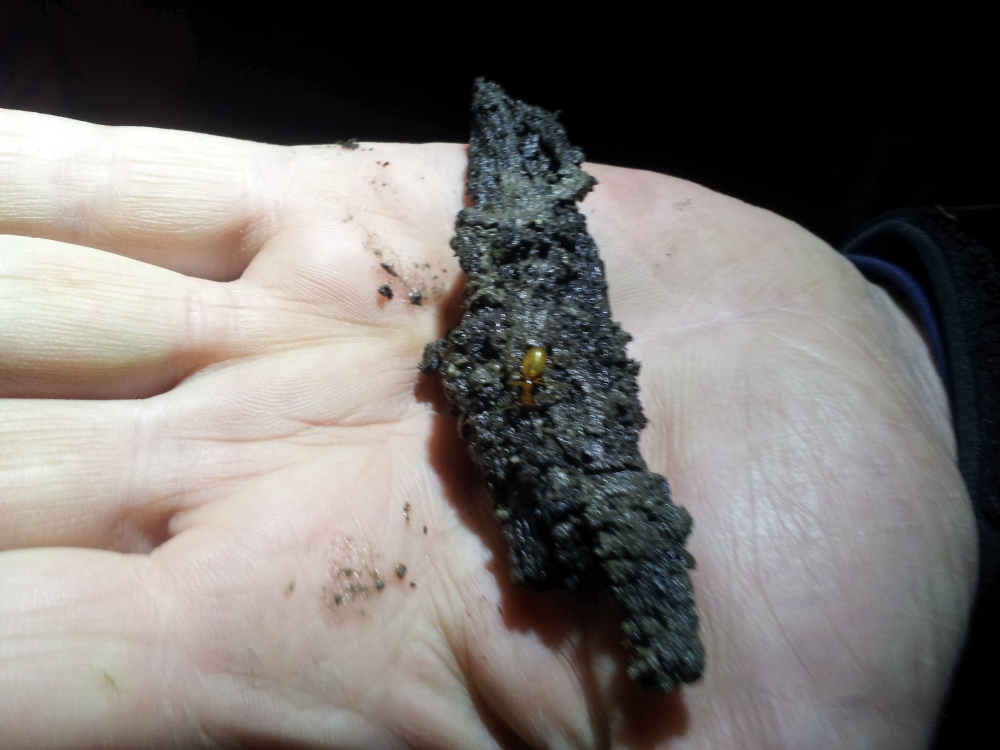
Aphaenops dans la salle de La Verna.

Dans la cavité vivent de petits coléoptères endémiques de la famille des Carabidae. Ces animaux sont tous aveugles et dépigmentés.
Les deux espèces les plus abondantes à la Verna sont Aphaenops loubensi et Aphaenops cabidochei. Les Aphaenops sont très hygrophiles. Après l’accouplement, la femelle pond un seul œuf. Une larve éclot et va se nymphoser directement en adulte, sans s’alimenter.
Cette faune a été étudiée dans les années 1960 par le biologiste Michel Cabidoche. Depuis le lancement du projet de valorisation touristique en 2010, l’évolution de cette faune est suivie par une équipe de recherche, dirigé par le Professeur Arnaud Faille, du Muséum national d'histoire naturelle (MNHN).

## Historique et acteurs

### Jalons chronologiques

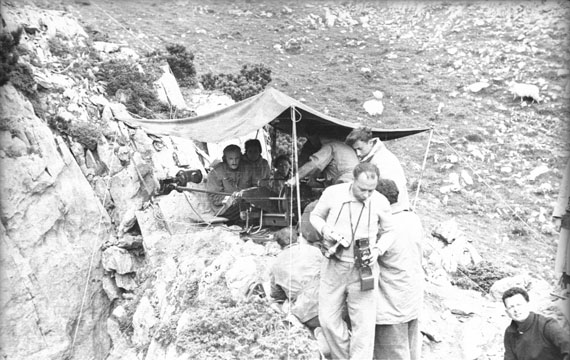
Expédition de 1952 au gouffre de la Pierre Saint-Martin.

- 1950 : découverte et exploration du gouffre Lépineux dans le massif de La Pierre Saint Martin (plus grande verticale jamais descendue, à l’époque)[4].
- 13 août 1952 : Mort de Marcel Loubens (spéléologue) durant les explorations[12].
- 13 août 1953 : Georges Lépineux, Jimmy Théodor, Daniel Epelly, Michel Letrône et Georges Ballandraux découvrent la salle de La Verna[13].
- 1956 : EDF projette de capter la rivière qui coule dans La Verna et décide de creuser un tunnel pour accéder à la salle. Les travaux durent 4 ans. Pour des raisons techniques le projet est abandonné. Les spéléologues utilisent alors le tunnel pour avoir un accès facile au réseau et continuer les explorations[14].
- Début des années 2000 : la SHEM (Société hydroélectrique du Midi) lance un nouveau projet d’installation d’une usine hydroélectrique.
- En juin 2004 un relevé en 3D de la salle de La Verna est réalisée [15].
- Janvier 2006 : La SHEM commence les travaux. Elle ouvre la piste d’accès à travers la montagne, restaure et conforte la galerie, fait poser une passerelle au-dessus du vide dans la  grotte de La Verna et crèe un mini-barrage de 200 mètres cubes au sommet de la salle. Plus de 3 kilomètres de conduites forcées sont enterrées. Conçu avec les parties prenantes du territoire, cet aménagement hydraulique a permis entre autres l’ouverture du site de La Verna au tourisme[16],[17].
- Juin 2007 : le SIVU valide les principes de visites et d’exploitation proposés par le Comité départemental de spéléologie 64.
- Juillet 2010 : La grotte de la Verna ouvre ses portes au grand public. L’exploitation touristique est confiée par délégation de service public à la SAS (Société par actions simplifiée) La Verna Pierre Saint-Martin dont le capital est réparti entre deux actionnaires : la Verna Participation et le Comité départemental de spéléologie 64[18]

L’exploration du réseau de la Pierre-Saint-Martin continue à ce jour,.

### Partenaires
Le projet associe :
- trois communes (Sainte-Engrâce, Arette et Aramits) regroupées au sein du SIVU La Verna ;
- la Fédération française de spéléologie représentée par le Comité départemental spéléo 64 ;
- l’Association de la recherche spéléologique internationale Pierre Saint-Martin (ARSIP) ;
- la Société hydro-électrique du Midi (SHEM) filiales du Groupe GDF-SUEZ ;
- l’Office national des forêts (ONF), l’Agence publique de gestion locale et Euskal Concept Bâtiment (maîtrise d’œuvre).

Il est soutenu par :
- l’Union européenne ;
- l’État français;
- le conseil régional d’Aquitaine ;
- le conseil général des Pyrénées-Atlantiques.

## Tourisme
Parmi les sites naturels de la région Nouvelle-Aquitaine, le site se classe sixième en termes de fréquentation touristique en 2018 avec 98 481 visiteurs.